# Jazhinca
Jazhinca (albanska: Jazhinca, serbiska: Jažince) är en by i Kosovo. Den ligger i kommunen Shtërpca. Enligt den senaste folkräkningen år 2011 fanns det 162 invånare.

## Demografi
| Demografi | 2011 |
| --------- | ---- |
| albaner   | 3    |
| serber    | 159  |